# Minuartia hondoensis
Minuartia hondoensis är en nejlikväxtart som först beskrevs av Jisaburo Ohwi, och fick sitt nu gällande namn av Jisaburo Ohwi. Minuartia hondoensis ingår i släktet nörlar, och familjen nejlikväxter. Inga underarter finns listade i Catalogue of Life.